# طاهر النجادة
طاهر النجادة (2 مايو 1949 -), ممثل كويتي دخل المجال الفني عام 1987 وحتى الآن.

## الأعمال
- أنت عمري
- توفيق
- كل يوم سالفه
- العضيد
- الثمن
- ليلة عيد
- أيام الفرج
- عواطف
- المنقسي
- السجينه
- المقرود
- التنديل
- بين عصرين
- الأصيل
- الدروازه
- في البيوت أسرار
- وحيد والمخبرين
- الابطال الستة
- أسد الجزيرة
- شمس ونهار
- الفرية
- جادة 7
- حبل المودة
- البوية
- بقايا ليل
- وبعد
- للحياة وجه آخر
- غصات الحنين
- الدنيا لحظة
- الحريم
- الحيالة
- كرت أحمر
- صمت السنين
- الخطر معهم
- الشريب بزة
- لعبة القدر
- بقايا امل
- الخطر معهم
- العضب
- القدر المحتوم
- جرح الزمن
- من ملفات المحاكم
- سر الحياة
- بقدر ما تحمله النفوس
- السرايات
- الوحل
- سلامتك
- دروب الشك
- زمان الإسكافي
- الوريث
- على الدنيا السلام - مبروكة ومحظوظة

## روابط خارجية
- طاهر النجادة على موقع قاعدة بيانات الأفلام العربية